# Spiralny Minaret

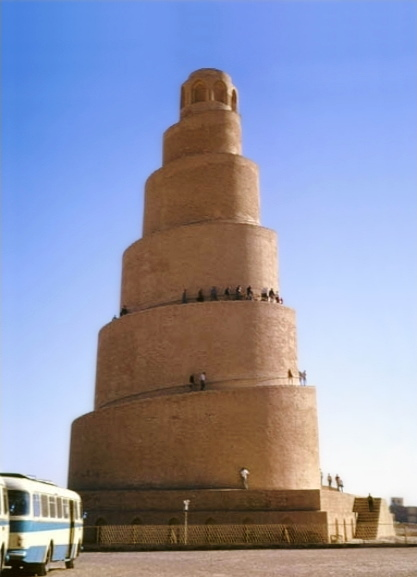
Spiralny Minaret

Spiralny Minaret – ukończony około 860 roku n.e. w mieście Samarra w Iraku. Jeden z największych meczetów w centralnym Iraku. Wybudowany z wypalanej gliny, jest najbardziej znanym zabytkiem Samarry. Meczet na planie prostokąta o wymiarach 239×156 m stał niegdyś w obrębie murów o wymiarach 444×376 m i przez długi czas był największym meczetem na świecie. Przy północnej ścianie głównego budynku wznosi się minaret. Ma on formę spiralnej rampy zbudowanej na kwadratowej podstawie o powierzchni 33 metrów kwadratowych. Wysokość minaretu wynosi około 55 metrów. Minaret znany jest pod nazwą Al-Malawija (Spirala). Szczyt minaretu został uszkodzony w zamachu bombowym.
Meczet wraz z minaretem zostały zbudowane przez kalifa Al-Mutawakkila między 848–852 n.e. Ruiny starożytnego miasta zostały w 2007 r. wpisane na Listę światowego dziedzictwa UNESCO.